# Okręg Korpusu Nr VIII
Okręg Korpusu Nr VIII (OK VIII) – okręg wojskowy Wojska Polskiego II RP w latach 1921–1939 z siedzibą dowództwa w garnizonie Toruń.

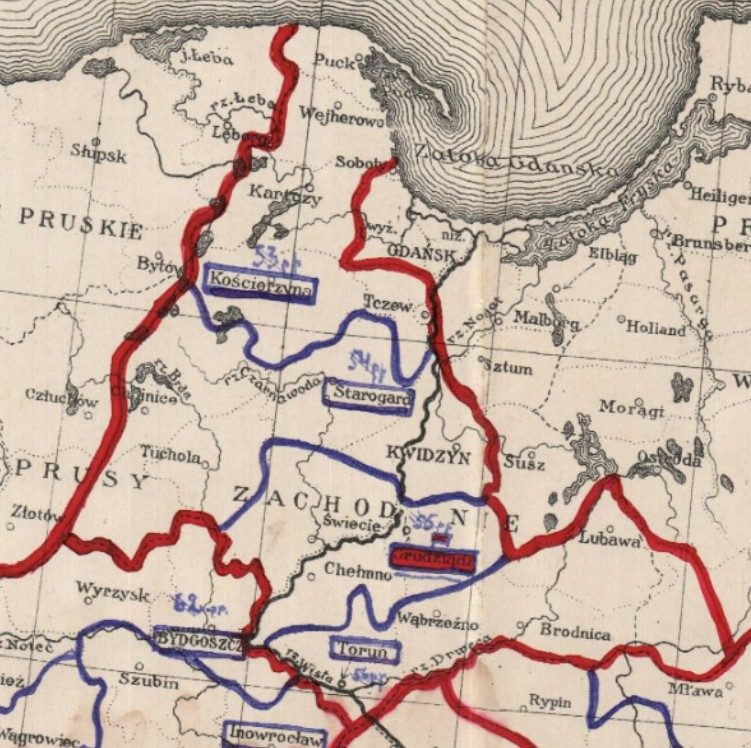
Okręg Generalny Pomorze

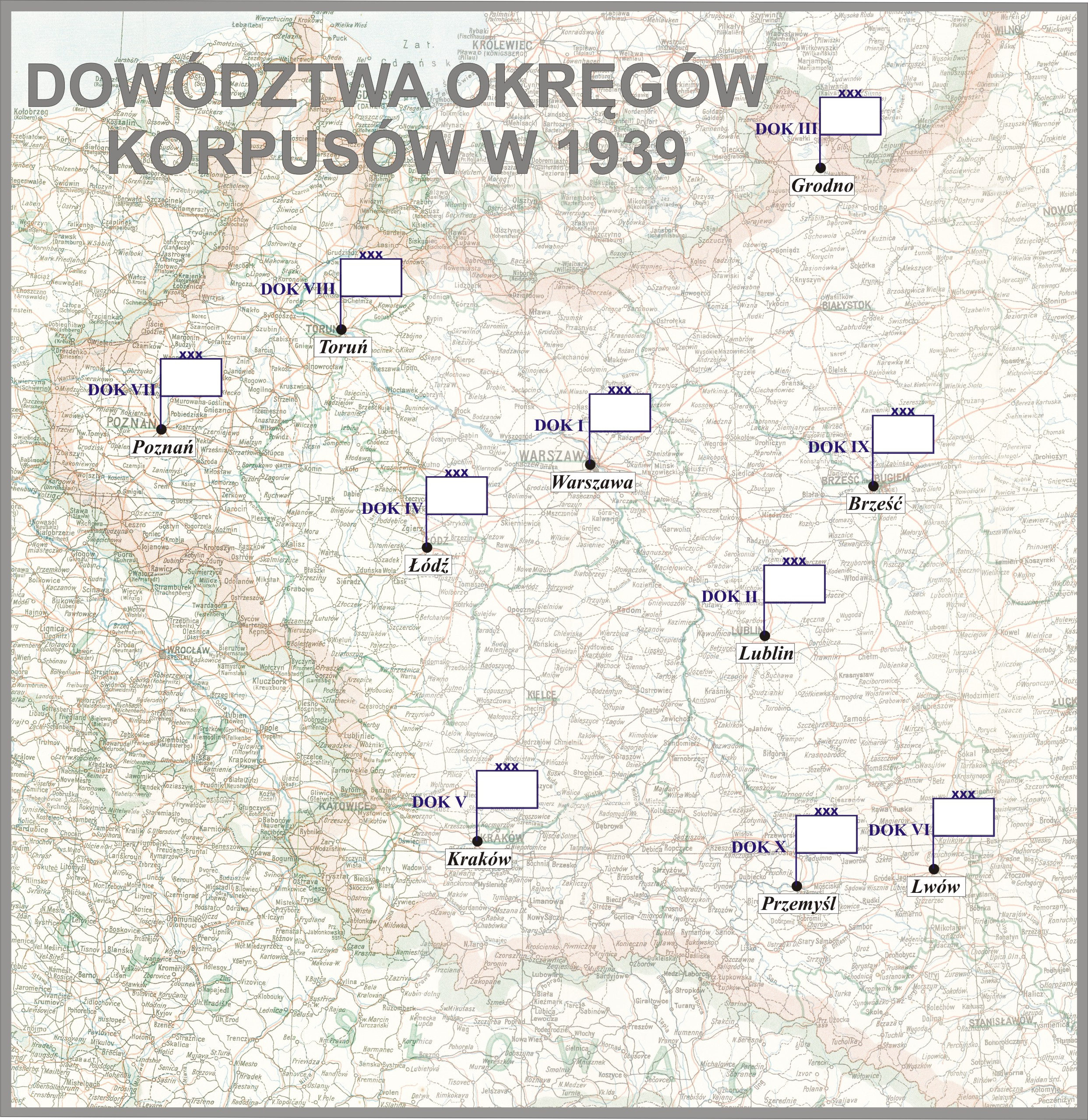
DOK w 1939

## Zasięg terytorialny okręgu w latach 1938–1939
Okręg Korpusu Nr VIII obejmował swoim zasięgiem (...)

## Jednostki i instytucje wojskowe stacjonujące na obszarze OK VI

### Wyższe dowództwa
- Inspektorat Armii w Toruniu
- Dowództwo Okręgu Korpusu Nr VIII w Toruniu (1921-1939)

### Wielkie jednostki, oddziały i pododdziały broni
Piechota
- Dowództwo 4 Dywizji Piechoty w Toruniu
- Dowództwo 15 Dywizji Piechoty w Bydgoszczy
- Dowództwo 16 Dywizji Piechoty w Grudziądzu
- Chełmińska Brygada Obrony Narodowej w Toruniu (1937-1939)
- Pomorska Brygada Obrony Narodowej w Świeciu (1939)
- batalion ciężkich karabinów maszynowych typu A

Kawaleria
- XIV Brygada Kawalerii w Bydgoszczy (1924-1929)
- XV Brygada Kawalerii w Grudziądzu (1924-1929)
- 8 Samodzielna Brygada Kawalerii w Starogardzie (1926-1929)
- Brygada Kawalerii „Toruń” w Toruniu (1929-1934)
- Brygada Kawalerii „Bydgoszcz” w Bydgoszczy (1934-1937)
- Pomorska Brygada Kawalerii w Bydgoszczy (1937-1939)

Artyleria
- 8 Grupa Artylerii w Toruniu (1929-1939)
- 8 pułk artylerii ciężkiej w Toruniu
- 31 pułk artylerii lekkiej w Toruniu
- 1 dywizjon pomiarów artylerii w Toruniu
- 8 dywizjon artylerii przeciwlotniczej w Toruniu

Lotnictwo
- 4 pułk lotniczy w Toruniu
- 1 batalion balonowy w Toruniu

Wojska Samochodowe i Bronie Pancerne
- 8 dywizjon samochodowy w Bydgoszczy (1921-1930)
- kadra 8 dywizjonu samochodowego w Bydgoszczy (1930-1935)
- 8 batalion pancerny w Bydgoszczy (1935-1939)

Saperzy
- 8 pułk saperów w Toruniu (1921-1929)
- 8 batalion saperów w Toruniu (1929-1939)
- 16 kompania saperów w Grudziądzu (1935-1937)
- Ośrodek Sapersko-Pionierski 16 DP (1937-1939)

Łączność
- 3 pułk łączności w Grudziądzu (1921-1924)
- II batalion pułku radiotelegraficznego (1924-1926 → Warszawa)
- kadra kompanii zapasowej VIII batalionu telegraficznego w Toruniu → 8 kompania szkolna łączności
- pluton telegraficzny w Toruniu (do 1 VII 1927)
- pluton telegraficzny lokalny w Grudziądzu (do 1 VII 1927)
- dowództwo 2 Grupy Łączności w Toruniu (1929-1931)
- kadra 8 batalionu telegraficznego w Toruniu
- kompania telegraficzna 4 DP → kompania łączności 4 DP w Toruniu
- kompania telegraficzna 15 DP → kompania łączności 15 DP w Bydgoszczy
- kompania telegraficzna 16 DP → kompania łączności 16 DP w Grudziądzu

Wojska Taborowe (Tabory)
- 8 dywizjon taborów w Toruniu
- kadra 8 batalionu taborów w Toruniu (od 1939 w Lipnie)

Żandarmeria
- 8 Dywizjon Żandarmerii w Toruniu

### Szkoły
- Centrum Wyszkolenia Artylerii w Toruniu
- Centrum Wyszkolenia Kawalerii w Grudziądzu
- Centrum Wyszkolenia Żandarmerii w Grudziądzu
- Oficerska Szkoła Marynarki Wojennej w Toruniu
- Szkoła Podchorążych dla Podoficerów Piechoty w Bydgoszczy
- Szkoła Podchorążych Wojsk Balonowych w Toruniu
- Korpus Kadetów nr 2 w Chełmnie

### Oddziały i zakłady służb
Służba zdrowia
- Okręgowy Szpital Nr VIII → 8 Szpital Okręgowy

Kierownictwa rejonów sanitarnych zostały utworzone w listopadzie 1921 roku, natomiast ich likwidacja została przeprowadzona w kwietniu 1924 roku.
- Kierownictwo Rejonu Sanitarnego Toruń
- Kierownictwo Rejonu Sanitarnego Bydgoszcz
- Kierownictwo Rejonu Sanitarnego Grudziądz
- Szpital Rejonowy w Bydgoszczy
- Filia w Inowrocławiu Szpitala Rejonowego w Bydgoszczy (do XII 1923)
- Szpital Rejonowy w Grudziądzu
- Szpital Rejonowy we Włocławku (do XII 1923) → GICh
- Szpital Rejonowy w Inowrocławiu (XII 1923-1927) → GICh
- Szpital Sezonowy w Ciechocinku
  - ppłk lek. Czesław Wincz (15 IV – 15 X 1924[2])
- Garnizonowa Izba Chorych w Bydgoszczy[3]
- Garnizonowa Izba Chorych w Grudziądzu[4]
- Garnizonowa Izba Chorych w Inowrocławiu (1927-1930[5])
- Garnizonowa Izba Chorych we Włocławku (XII 1923-1927)

Służba sprawiedliwości
- Wojskowy Sąd Okręgowy Nr VIII w Grudziądzu
- Prokuratura przy Wojskowym Sądzie Okręgowym w Grudziądzu
- Wojskowy Sąd Rejonowy w Toruniu
- Wojskowy Sąd Rejonowy w Bydgoszczy
- Wojskowy Sąd Rejonowy w Grudziądzu
- Wojskowe Więzienie Śledcze Nr 8 w Grudziądzu

Służba uzupełnień
W latach 1938–1939

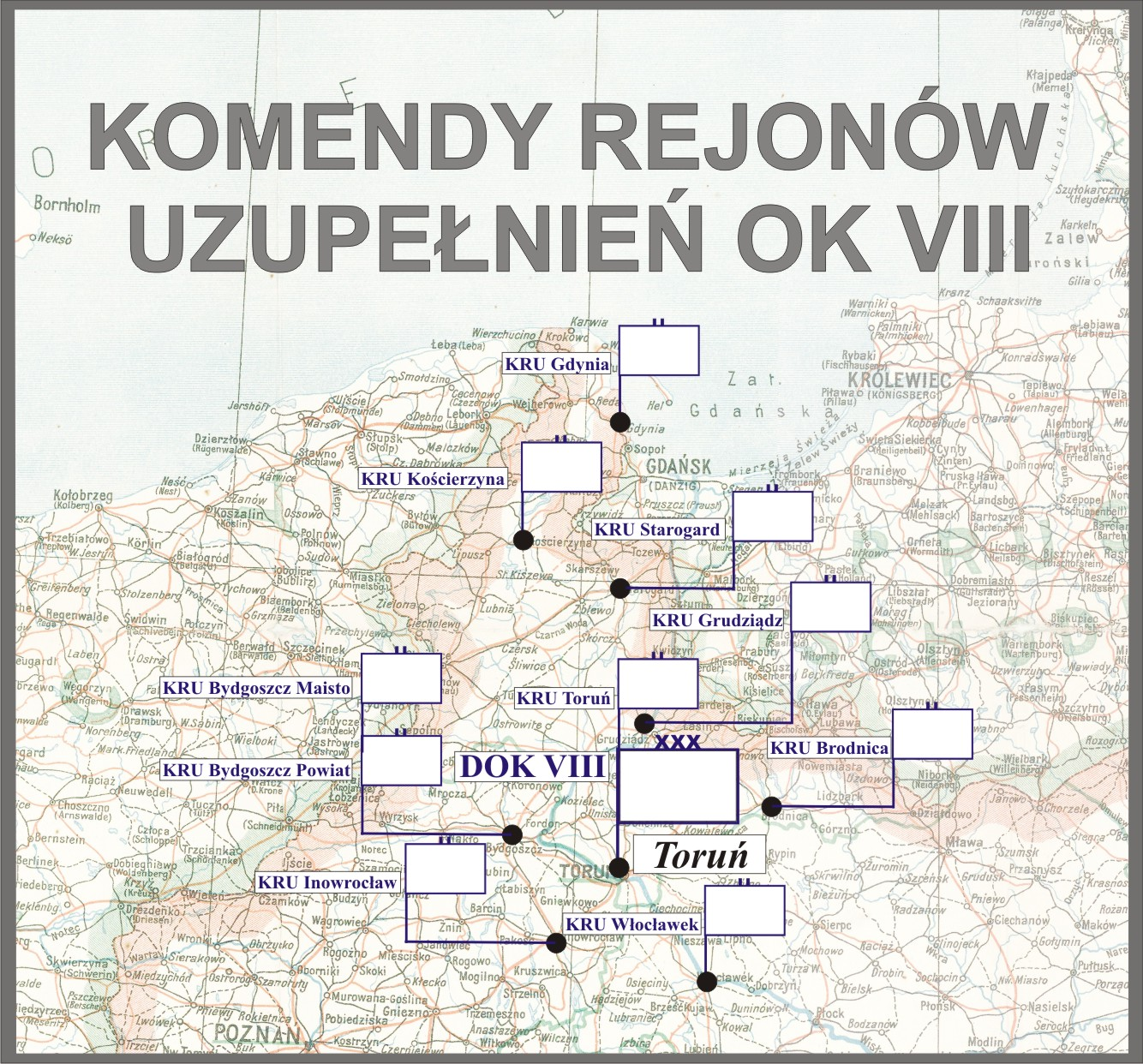
Komendy rejonów uzupełnień OK VIII

- Komenda Rejonu Uzupełnień Bydgoszcz Miasto
- Komenda Rejonu Uzupełnień Bydgoszcz Powiat
- Komenda Rejonu Uzupełnień Gdynia
- Komenda Rejonu Uzupełnień Grudziądz
- Komenda Rejonu Uzupełnień Inowrocław
- Komenda Rejonu Uzupełnień Kościerzyna
- Komenda Rejonu Uzupełnień Starogard
- Komenda Rejonu Uzupełnień Toruń
- Komenda Rejonu Uzupełnień Włocławek

W 1939 roku planowano utworzyć Komendę Rejonu Uzupełnień Brodnica.